# Кампигото (Венеција)
Кампигото (итал. Campigotto) је насеље у Италији у округу Венеција, региону Венето.
Према процени из 2011. у насељу је живело 21 становника. Насеље се налази на надморској висини од 10 м.